# Marijan Beneš
Marijan Beneš (Beograd, 11. lipnja 1951. – Banja Luka, 4. rujna 2018.), hrvatski boksač iz Bosne i Hercegovine, uz Matu Parlova smatran najboljim hrvatskim boksačem u socijalističkoj Jugoslaviji, ali i u hrvatskoj športskoj povijesti. Slovio je za neustrašivog boksača koji je na protivnika jurišao ne obazirući se na rizik i ozljede. Osim u boksu, okušao se i u pjesništvu, pišući uglavnom o Banja Luci.

## Osobni život
Rođen je u Beogradu 1951. u obitelji oca Josipa, Hrvata, i majke Marije rođ. Vukić, Srpkinje. Pod utjecajem svoga oca, učitelja glazbe, svirao je glasovir i violinu te je zajedno s trojicom braće i sestrom proveo djetinjstvo u Tuzli. S deset godina stupio je u boksački ring i već u prvoj borbi pobijedio osam godina starijeg suparnika. Kao šesnaestogodišnjak potpisuje za banjalučku Slaviju u kojoj je trenirao tijekom cijele amaterske karijere.
Više puta je izrazio javno protivljenje uklapanja velikosrpske ideologije i težnji političkog Beograda u politiku SFR Jugoslavije, iako se i sam izjašnjavao Jugoslavenom i jugonostalgičarom ne poričući pritom svoju hrvatsku narodnost. Bio je sudionik Rata u Bosni i Hercegovini u kojem 1992. izgubio brata, a kasnije i suprugu Stanu koja je nakon rastave s kćerima Žanet i Marijanom otišla živjeti u Niš. Naposljetku je otjeran iz Banja Luke, "grada kojeg je volio najviše na svijetu" prema vlastitim riječima. Ratne godine proveo je u Hrvatskoj, a u Banja Luku se vratio 1996., u kojoj mu ni u godinama nakon rata nije bilo dozvoljeno trenirati u matičnom klubu.
Bolovao je od Alzheimerove bolesti te naposljetku i preminuo 4. rujna 2018. u Banja Luci.

## Športska postignuća
Za amaterske karijere osvojio je devet naslova prvaka Bosne i Hercegovine, četiri naslova prvaka Jugoslavije i brojne revijalne naslove, za što je odlikovan Zlatnim bedžom Jugoslavenskog sportskog lista. Amatersku karijeru okrunio je osvajanjem zlatnog odličja na Europskom amaterskom prvenstvu u Beogradu 1973. godine, za što je proglašen najboljim športašem Jugoslavije (zanimljivosti radi, godinu prije i nakon nagrada je otišla Mati Parlovu). Unatoč oboljenju od hepatitisa, koji mu je mogao okončati karijeru, upornošću i radom se vratio u ring i nastupio na Olimpijskim igrama u Montrealu 1976., na kojima je zaustavljen u drugom kolu.
Nakon Montreala okrenuo se profesionalnoj karijeri te brzo napredovao do europskog vrha. Tako je u ožujku 1979. u Banja Luci osvojio EBU-ov naslov nokautiravši branitelja naslova, Francuza Gilberta Cohena. Pojas je obranio četiri puta. U 394 boksačke borbe u karijeri, pobijedio je u njih 309, od toga sedam puta nokautom. Pritom je 26 puta lomio kosti i ozlijedio glasnice zbog čega je govorio tiho i sporo. Iz boksa se povukao 1983. te je zbog ozljeda ostao slijep na lijevo oko.